# Брюсон
Брюсо̀н (на италиански и на френски: Brusson, на местен диалект: Breutson, Бреуцон, от 1939 до 1946 г. Brussone, Брусоне) е село и община в Северна Италия, автономен регион Вале д'Аоста. Разположено е на 1338 m надморска височина. Населението на общината е 859 души (към 2010 г.).